# Henry Howard (12. hrabia Suffolk)

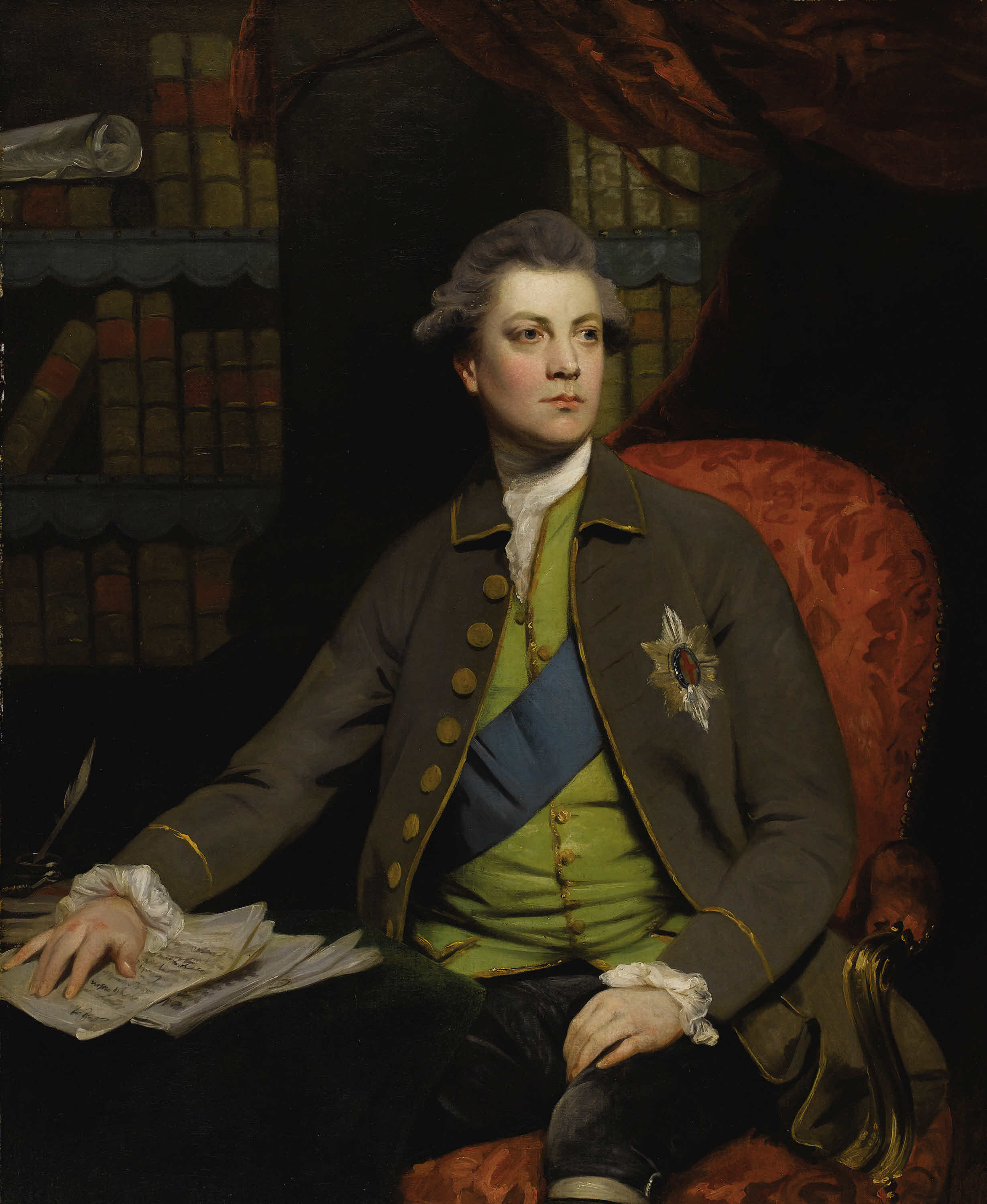
Henry Howard, obraz Joshui Reynoldsa, ok. 1770 r.

Henry Howard, 12. hrabia Suffolk i 5. hrabia Berkshire KG (ur. 16 maja 1739, zm. 7 marca 1779) – brytyjski arystokrata i polityk.
Był synem Williama Howarda, wicehrabiego Andover (syna 11. hrabiego Suffolk), i lady Mary Finch, córki 2. hrabiego Aylesford. Tytuł parowski i miejsce w Izbie Lordów odziedziczył po śmierci dziadka w 1757 r. W 1771 r. został członkiem Tajnej Rady. W 1778 r. otrzymał Order Podwiązki.
W 1771 r. został członkiem gabinetu lorda Northa jako Lord Tajnej Pieczęci, ale szybko przesunięto go na stanowisko ministra północnego departamentu. Wspierał niepodległość Szwecji, przeciwdziałając planom Rosji dążącej do unicestwienia następstw rewolucji króla Gustawa III (w 1772 r. władca ten dokonał absolutystycznego zamachu stanu). Po wybuchu wojny w koloniach amerykańskich doprowadził do zaangażowania heskich i hanowerskich najemników do tłumienia rewolucji.
Lord Suffolk zmarł podczas sprawowania urzędu w 1779 r. Tytuł parowski odziedziczył jego pogrobowy syn z małżeństwa z Mary Trevor, Henry.